# Аргвис
Аргвис (осет. Аргвис, груз. არგვიცი — Аргвици) — село в Цхинвальском районе Южной Осетии (согласно юрисдикции Грузии — в Горийском муниципалитете).

## География
Расположено к западу от грузинских (до августа 2008 года) сёл Еред (Эредви) и Берула (к востоку) и к западу от села Прис и Цхинвала.

## Население
Основное население (до августа 2008 года) — грузины. По переписи 1989 года в селе жило 508 человек, из которых грузины составили 450 человек (90 %), осетины — 58 человек (10 %). После изгнания осетинского населения и периода грузинского контроля над селом в 1992-2008 гг. основное население составили грузины. По переписи 2002 года (проведённой властями Грузии, контролировавшей часть Цхинвальского района на момент проведения переписи) в селе жило 561 человек, в том числе грузины составили 98 % от всего населения.

## История
В разгар южноосетинского конфликта село было в зоне контроля Грузии. 8 августа 2008 года грузинские войска начали обстрел Цхинвали (через сёла Прис и другие) и наступление на осетинские позиции. После ухода грузинских войск многие домовладения были подвергнуты сожжению. С середины августа 2008 года село находится под контролем властей РЮО.

## Топографические карты
- Лист карты K-38-65 Ленингори. Масштаб: 1 : 100 000. Издание 1979 г.